# Finteușu Mic
Finteușu Mic – wieś w Rumunii, w okręgu Marmarosz, w gminie Satulung. W 2011 roku liczyła 1189 mieszkańców.